# Ancyluris latifasciata
Ancyluris latifasciata är en fjärilsart som beskrevs av Percy I. Lathy 1904. Ancyluris latifasciata ingår i släktet Ancyluris och familjen Riodinidae. Inga underarter finns listade i Catalogue of Life.